# 華特迪士尼影城
華特迪士尼影城（Walt Disney Studios Park）是位於法國巴黎馬恩河谷內的一個迪士尼主題樂園。樂園由（英文）Euro Disney SCA建設及營運，於2002年3月16日開幕。樂園以電影、音樂、電視與幕後製作爲主題，與美國佛羅裏達州華特迪士尼世界的迪士尼好萊塢夢工廠的主題相似。該樂園將更名為迪士尼冒險世界。

## 歷史沿革
- 1990年12月，巴黎迪士尼樂園度假區運營公司Euro Disney SCA宣佈開展第二主題樂園的計劃，預定1996年開放。
- 1992年，因為法國的經濟和罷工問題，巴黎迪士尼樂園度假區開幕時僅開幕了巴黎迪士尼樂園。
- 2002年3月16日，比當初的規模縮小一半的華特迪士尼影城終於在10年的虧損下艱難開張，企圖挽回流失的客源。
- 2007年，遊樂設施「Crush's Coaster」開幕。
- 2010年，新園區「反斗奇兵大本營」開幕。反斗奇兵大本營開展計劃早於2009年已經曝光，其後迪士尼方面亦承認，主題區最終於2010年8月17日開幕，當時正值反斗奇兵3於世界各地上映。主題區的投資額共6千萬歐元，對於虧損嚴重的歐洲迪士尼來說，這項消息令到不少人感到驚訝。
- 2014年，遊樂設施「Remy's Ratatouille Adventure」開幕，造價打破歐洲樂園的紀錄，超過1億5000萬歐元。
- 2017年，華特迪士尼公司買回所有巴黎迪士尼的股權。
- 2018年、華特迪士尼公司宣佈將投資20億歐元，在華特迪士尼影城興建三個全新園區，包括魔雪奇緣、星際大戰與漫威，並計劃把之前連年是修的老舊設施全面翻新[1]。
- 2024年、華特迪士尼公司宣佈將全面改造該樂園以改善樂園自2002年開幕後至今的負面口碑，同時該樂園也計劃在上述上個園區擴建完成後重命名為Disney Adventure World[2]。

## 主題园區

### 幕前製片廠
幕前製片廠（Front Lot）是以1930年代电影好莱坞“黄金时代”的电影制片厂为主题的园区。园区设于入口，与巴黎迪士尼乐园的美国小镇大街的功能相似，主要以商店与餐饮设施為主。其主要建筑为Disney Studio 1，参考华特迪士尼拥有的第一个製片廠。园区中央广场名为盧米埃兄弟廣場（Place des Fréres Lumiére），以青铜製作的幻想曲喷泉（Fantasia Fountain）为中心。
游乐设施
- 迪士尼一號製片廠（Disney Studio 1）

商店
- 华特迪士尼影城百货店（Walt Disney Studios Store）
- 制片厂照片（Studio Photo）
- 好萊塢傳奇（Les Légends d'Hollywood）

餐饮设施
- 恩庫里斯餐廳（Restaurant En Coulisse）
- 爵士樂咖啡廳（Hep Cat Corner）
- 天鹅咖啡厅（Club Swankadero Coffee）

### 卡通工作室
卡通工作室（Toon Studio）主题为迪士尼角色“上班”的地方，以傳統電影製作與動畫電影為主題。園區內有兩個主題曲，分別以《反斗奇兵》和《五星級大鼠》為主題。
游乐设施
- 反斗车王四轮拉力赛（Cars Quatre Roues Rallye）
- 阿格拉巴飞毯（Flying Carpets Over Agrabah）
- 阿古过山车（Crush's Coaster）
- 動畫藝術廊（Art of Disney Animation）
- 转转弹弓狗（Slinky Dog Zigzag Spin）
- 冲天遥控车（RC Racer）
- 玩具兵团跳降伞（Toy Soldier Parachute Drop）
- 三眼仔旋转飞碟（Alien Swirling Saucers）
- 味王的五星级大鼠冒险（Remy's Ratatouille Adventure）
- 反斗車王：66號公路之旅（Cars: Route 66 Road Trip）

娱乐表演
- 米奇與魔術師（Mickey and the Magician）

商店
- 反斗奇兵大本營精品店（Toy Story Playland Boutique）
- 巴黎禮品店（Souvenirs de Paris）

餐饮设施
- 味王小酒馆（Bistrot Chez Rémy）
- 冬季美食家（L'Hiver Gourmand）
- 卡通工作室餐饮公司（Toon Studio Catering Co.）

### 製片庭院
製片庭院（Production Courtyard）以好莱坞为主题的园区。
游乐设施
- 幸会史迪仔（Stitch Live!）
- 陰陽魔界惊魂古塔（The Twilight Zone Tower of Terror）

娱乐表演
- Disney Junior夢想工廠（Disney Junior Dream Factory）

商店
- 古塔酒店礼品店（Tower Hotel Gifts）

餐饮设施
- 特色冰淇淋（Speciality Ice Cream）

### 復仇者聯盟營（2022年7月開幕）
復仇者聯盟營（Avengers Campus）是以漫威電影宇宙作為背景的園區。迪士尼於2018年3月21日宣佈將聯同漫威及漫威工作室合作，將於加州迪士尼冒險樂園、香港迪士尼樂園及巴黎華特迪士尼影城打造三個漫威主題區。
游乐设施
- 復仇者集結：飛行特攻隊（Avenger assemble: Flight Focus）
- 蛛網穿行：蜘蛛人歷險記（Web Slingers: A Spider-Man Adventure）

娱乐表演
餐饮设施
- 皮姆實驗廚房（Pym Test Kitchen）

商店
- 鋼鐵人主題商店
- 蜘蛛人主題商店（WEB Suplliers）

### 冰雪奇緣世界
冰雪奇緣世界（Arendelle: World of Frozen）是以迪士尼長篇動畫《冰雪奇缘》中的艾倫戴爾王國（Kingdom of Arendelle）作為背景的主題園區。
遊樂設施
- 冰雪奇幻之旅（Frozen Ever After）

餐飲設施
- 《冰雪奇緣》主題餐廳

商店
- 《冰雪奇緣》主題商店

## 意外事故

### 2011年
阿根廷一名 12歲男童，早前在巴黎迪士尼樂園玩一種名叫「迷離境界恐怖魔塔」（Twilight Zone Tower of Terror）的跳樓機時，挫傷脊椎，送院後一度呼吸停止，並惡化至頸部以下全身癱瘓，要在深切治療部留醫。迪士尼樂園發言人只表示這關乎醫療私隱，未肯就列拉變癱的原因作回應，並強調事發當天園方已檢查過所有機動遊戲，沒有發現有事故發生。